# Bibliotheek 'Les Amis du Progrès' Brugge
Les Amis du Progrès was een volksbibliotheek in Brugge van 1866 tot 1888.

## Geschiedenis
In 1864 werd een vereniging opgericht onder de naam 'Les Amis du Progrès - De Vrienden van den Vooruitgang' met als doel 'de morele en intellectuele emancipatie van de arbeidersklasse'. De oprichters waren jonge liberalen, voorzitter werd de jeneverstoker J. Van Mullem jr., secretaris Jules Colens en adjunct-secretaris advocaat Leon Fraeys. Waarschijnlijk lag de vereniging in het verlengde (of was het dezelfde) van 'Les Amis du Progrès' die in 1860 door de jonge atheneumleraar Ernest Discailles (1837-1914) was opgericht. Het ging om een naam die vaak gebruikt werd voor liberale verenigingen of vrijmetselaarsloges.
De aanvankelijke bedoeling was meetings en vergaderingen in te richten, maar vanaf 1866 kreeg de oprichting en uitbating van een bibliotheek de voorrang. Een eerste reglement werd al in 1865 opgesteld. Het eerste lokaal dat werd gehuurd was een kamer in de herberg 'Den Hollander' op het Huidenvettersplein. Het jaar daarop verleende het liberale stadsbestuur een toelage en bezorgde het een lokaal in het Bilkske. Bij de opening bezat de bibliotheek 1423 boeken, korte tijd later opgeklommen tot 1679 en in 1867 tot 2326.
De ontlening van boeken was kosteloos en gebeurde elke zondagvoormiddag. Vooral bescheiden inwoners maakten er gebruik van.
In 1870 verhuisde de bibliotheek met zijn 3200 boeken naar een stadseigendom op het Sint-Maartensplein. De verwachte toename van de ontleningen bleef uit en stilaan verminderde de werkijver in de vereniging. Toen in 1875 het liberale stadsbestuur werd vervangen door het katholieke, verdween de stadssteun en hield de vereniging nog met moeite stand. In 1886 begonnen besprekingen om zich te laten overnemen door het liberale Willemsfonds.
Van een echte overname is er geen spoor maar zeker is dat, ter gelegenheid van de verdwijning van 'Les Amis du Progrès', hun bibliotheek aan de Willemsfondsbibliotheek werd geschonken.
Tijdens de ganse tijd van haar bestaan was de bibliotheek voorwerp van hevige polemieken tussen katholieke en liberale mandatarissen en kranten, vooral naar aanleiding van toelagen die door de bibliotheek bij het stadsbestuur en provinciebestuur werden aangevraagd.